# The Black Ghosts
The Black Ghosts est un duo de musique électronique anglais formé en 2006 et composé de Theo Keating et Simon William Lord. Actuellement signés chez Southern Fried Records au Royaume-Uni et IAMSOUND Records en Amérique du Nord Theo Keating et Simon Lord avaient auparavant respectivement fait partie des groupes Wiseguys et Simian. Theo Keating est de plusbien connu pour ses autres enregistrements synonymes, « Touche » et « Fake Blood».

## Histoire
Keating et Lord se sont découverts via Internet et ne se sont rencontrés physiquement qu'après avoir travaillé ensemble sur une quantité importante de matériel. Le style des Black Ghosts a été décrit comme étant une « musique pop perverse et personnelle », une tendance qui trouve ses racines dans la petite enfance de Keating et Lord. Keating a été encouragé par sa mère à regarder des films d'horreur dès son plus jeune âge ; la grand-mère de Lord était considérée comme médium.
Les Black Ghosts ont sorti une série de singles suivis du mix DJ intitulé Mixtape et de l'EP bien accueilli Anyway You Choose to Give It. Leur premier album éponyme est sorti le 8 juillet 2008. Le premier single « Repetition Kills You » présente Damon Albarn comme chanteur invité. La chanson « I Want Nothing » figurait sur la liste des succès de Triple J. Chaque morceau de l'album devait être accompagné d'un clip vidéo. La chanson « Full Moon » est présente dans le film Twilight de 2008 et dans l'album de la bande originale qui l'accompagne.
En mars 2008, Lord a interprété un set vidéo live de trois chansons pour LiveDaily Sessions lors du festival de musique South by Southwest à Austin, au Texas. L'ensemble comprenait les chansons « Some Way Though This », « Anyway You Choose to Give It » et « Something New », dont la première a eu lieu le 14 août 2008.
En mars 2011, Annie Mac a joué une nouvelle chanson intitulée « Water Will Find a Way » avec l'autorisation de Lord, annonçant un nouvel album sorti en juin de la même année. L'album a été intitulé When Animals Stare.

## Discographie

### Albums
- Mixtape (DJ mix) (2008)
- The Black Ghosts (2008)
- When Animals Stare (2011)
- When Animals Stare (versions acoustiques) (2011)

### Singles
- « Face » (2006)
- « Anyway You Choose to Give It » (2007)
- « It's Your Touch »(2007)
- « Some Way Through This » (2007)
- « Repetition Kills You » (2007)
- « I Want Nothing » (2008)
- « Something New » (2008)
- « Full Moon »(2009)
- « Water Will Find a Way » (2011)
- « Forgetfulness » (2013)